# Coachella Valley Firebirds
Die Coachella Valley Firebirds sind ein US-amerikanisches Eishockeyfranchise aus Thousand Palms im Bundesstaat Kalifornien. Das Team nimmt seit der Saison 2022/23 am Spielbetrieb der American Hockey League (AHL) teil und trägt seine Heimspiele in der Acrisure Arena aus. Die Firebirds fungieren als Farmteam der Seattle Kraken, die seit der Saison 2021/22 in der National Hockey League (NHL) spielen.

## Geschichte
Die National Hockey League (NHL) beschloss am 4. Dezember 2018, ein Expansion-Team in Seattle anzusiedeln, das als Seattle Kraken zur Saison 2021/22 den Spielbetrieb aufnahm. Die neue Eigentümergruppe, die Seattle Hockey Partners, begann daraufhin, Pläne für den Erwerb eines Farmteams in der American Hockey League (AHL) zu entwerfen. Anfang 2019 ergaben sich dabei zwei Möglichkeiten: Der Wechsel der Idaho Steelheads aus der ECHL in die AHL oder der Kauf eines Expansion-Teams in Palm Springs im Bundesstaat Kalifornien. Am 26. Juni 2019 wurde bekannt, dass sich die Eigentümergruppe initial für Palm Springs als Standort des AHL-Teams entschieden hatte. Es wurde angekündigt, dass in der Innenstadt von Palm Springs eine 250 Millionen US-Dollar teure Arena mit 10.000 Plätzen und einem angrenzenden Trainingszentrum errichtet werden soll. Die Expansion der AHL nach Palm Springs wurde am 30. September 2019 offiziell von der Liga genehmigt, wobei der Spielbetrieb ursprünglich in der Saison 2021/22 aufgenommen werden sollte.

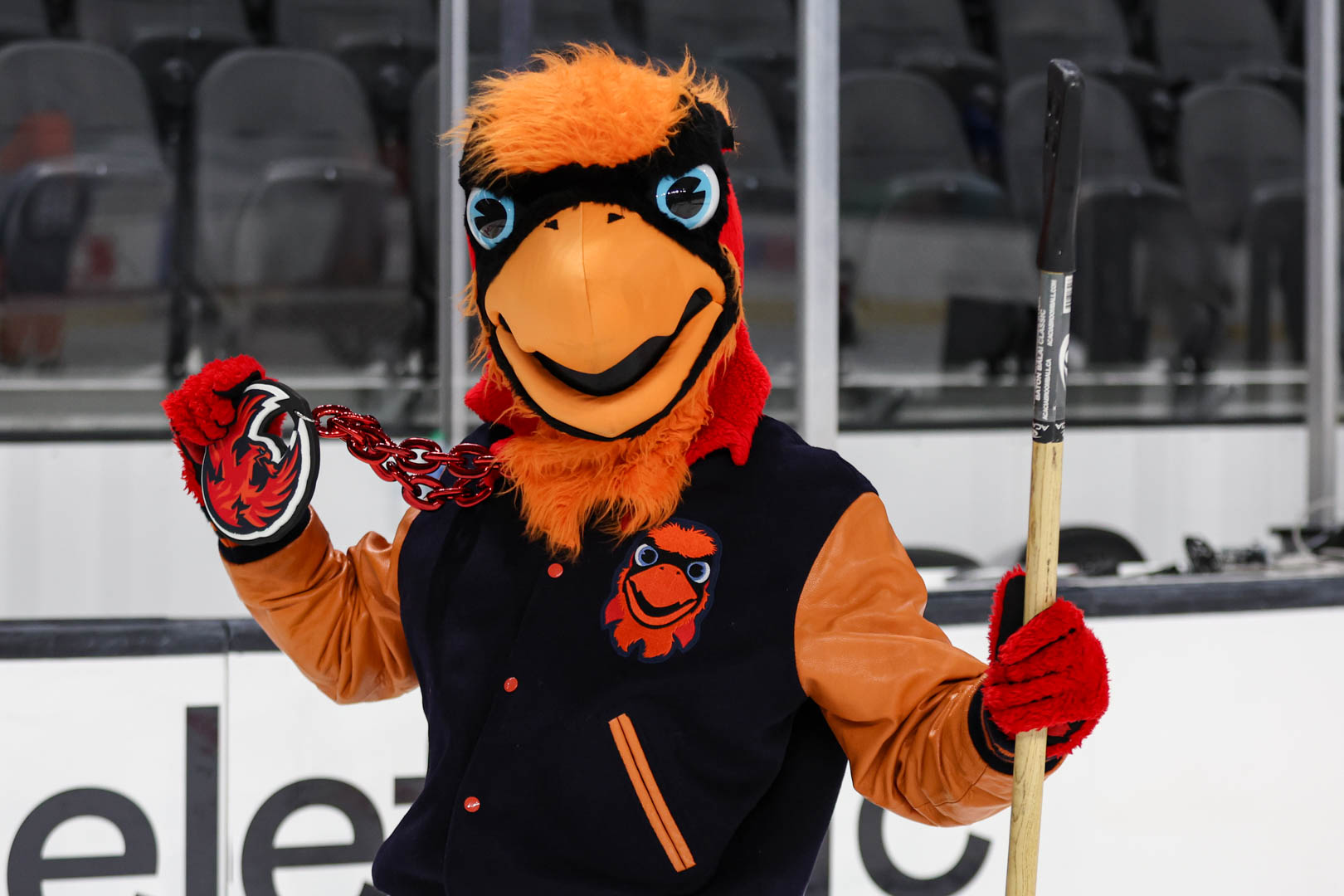
Fuego, das Maskottchen der Firebirds

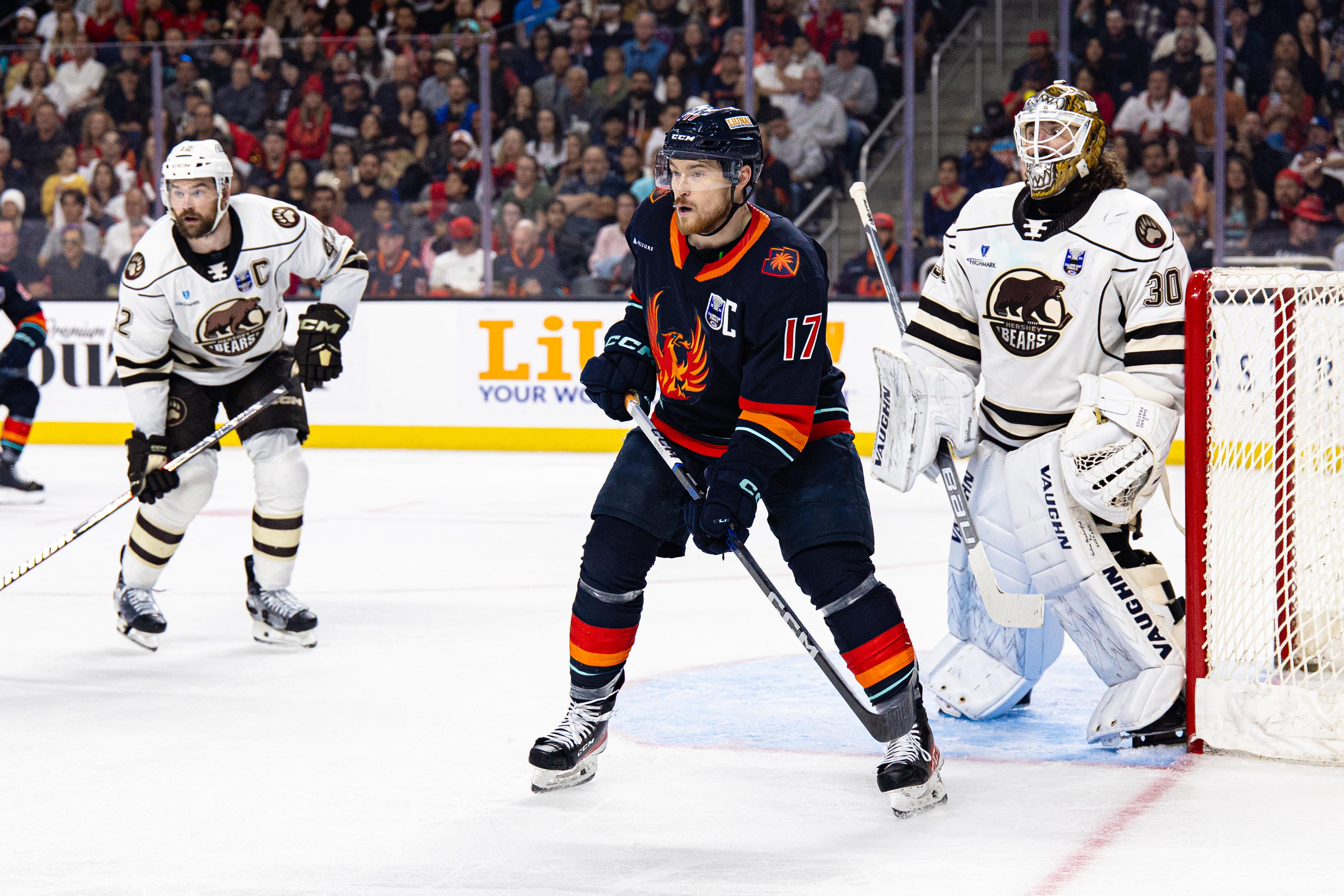
Spielszene aus den Calder Cup Finals 2024

Dies verzögerte sich jedoch, da die Verhandlungen mit den Agua Caliente Band of Cahuilla Indians zum Stillstand kamen, einem Stamm von Indianern (Cahuilla), dem das geplante Bauland gehört. Im September 2020 wurde bekannt, dass ein neuer Standort im Coachella Valley ausgewählt wurde, wo der Bau jedoch frühestens 2022 fertiggestellt werden könnte. Nach der Genehmigung durch lokale Behörden erfolgte am 2. Juni 2021 der erste Spatenstich am Standort der künftigen Acrisure Arena in Palm Desert.
Am 5. November 2021 enthüllte das Team seinen Namen „Firebirds“ sowie seine Logos und Farben bei einer Zeremonie neben der zu diesem Zeitpunkt im Bau befindlichen Arena in Palm Desert. Im Juni 2022 wurde der bereits NHL-erfahrene Dan Bylsma als erster Cheftrainer des Teams vorgestellt.
Die Firebirds schlossen ihre Premierensaison 2022/23 direkt auf dem zweiten Platz der Pacific Division ab. In den anschließenden Playoffs erreichten sie das Finale um den Calder Cup, unterlagen dort allerdings den Hershey Bears.

## Arena

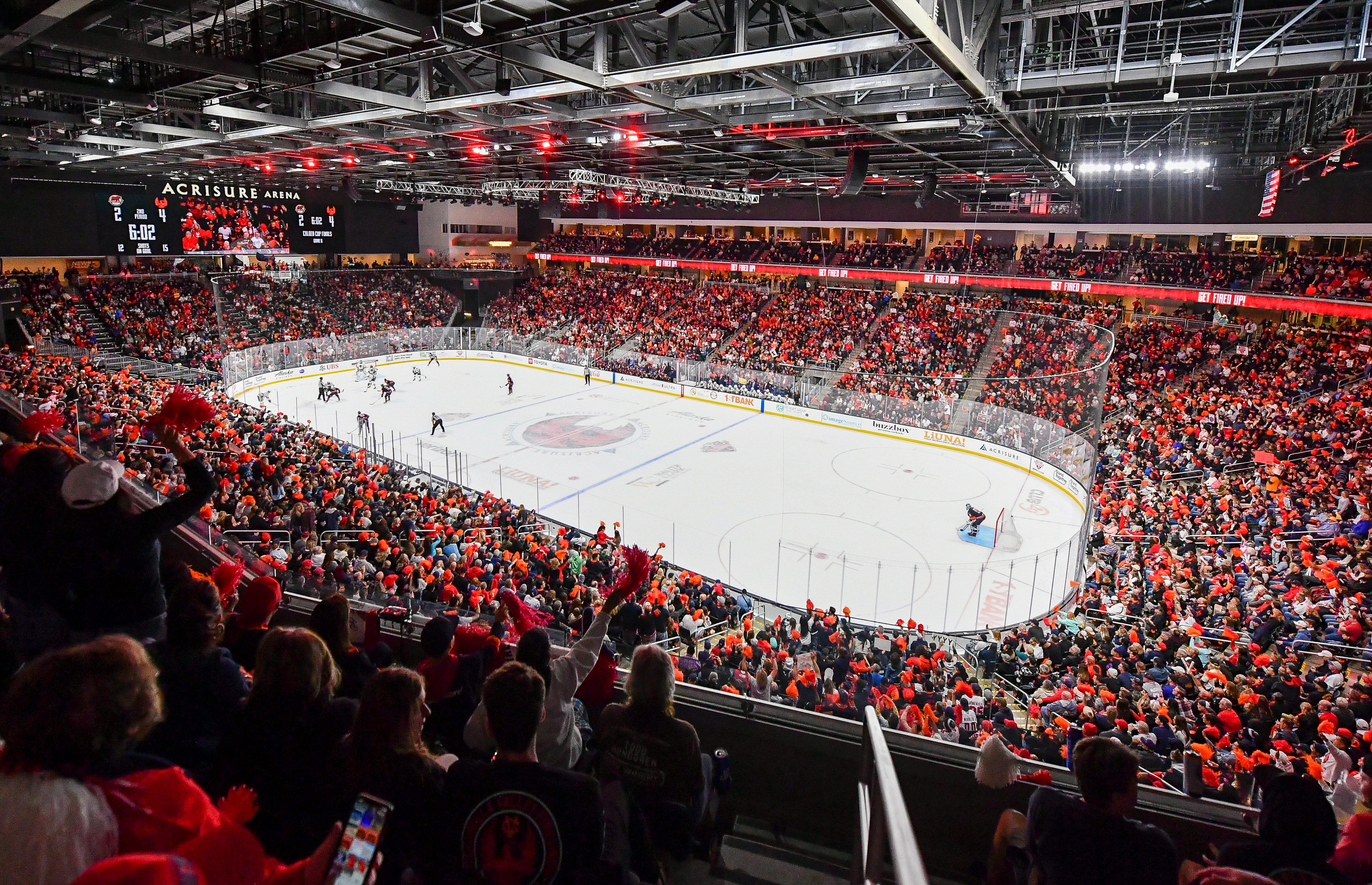
Die Acrisure Arena, Spielstätte der Firebirds

Die Firebirds tragen ihre Heimspiele seit Dezember 2022 in der Acrisure Arena aus, nachdem die ersten Heimspiele der Saison in der Climate Pledge Arena in Seattle, der Heimarena der Kraken, ausgetragen wurden. Einige Partien bestreiten die Firebirds auch im „Kraken Community Iceplex“, dem Trainingszentrum der Kraken.